# プリンス・イベ
プリンス・イベ（Prince Ibeh、1994年6月3日 - ）は、イギリス生まれ、アメリカ合衆国テキサス州育ちのプロバスケットボール選手。ポジションはセンター。208cm、111kg。

## 来歴

### アマチュア選手時代
テキサス州立大学では攻撃力の不足やファウルトラブルの多さなどでコーチの信頼を得ることができず、3年次までキャメロン・リドリーの控えであったが、同選手の怪我による欠場をきっかけにレギュラーをつかみ、2016年の全米NCAA 1部　Big 12 Defensive Player of the Yearの受賞とBig 12 All-Defensive Teamに選出された。大学通算のブロックショット数は212で、これはNCAA 1部(Big12)における歴代11位の記録である。2016年NBAドラフト指名プロスペクトの一人であったが、同ドラフトで指名されることはなかった。

### プロ選手時代
Gリーグ Long Island Netsにおける2017-18シーズンの成績は32試合出場（スターター15試合）1試合平均のスタッツは、出場時間11.5分、3.0得点、2.9リバウンド、1.4ブロック、0.2アシスト、0.3スティールである。
2018年10月27日に日本のBリーグ１部中地区　横浜ビー・コルセアーズと2018-19シーズンの契約を結んだ。
2019年1月30日の三河戦で左足三角靱帯損傷を負い３週間の離脱となり。2月28日に契約解除が発表された。
2019年7月30日、バスケットボール・ブンデスリーガに所属するハンブルク・タワーズ(英語版)との契約が発表された。リーグ戦15試合に出場し、1試合平均17.9分の出場で、5.9得点、4.1リバウンド、1.7ブロックという成績を残した。
2020年10月26日、ブリティッシュ・バスケットボール・リーグに所属するプリマス・レイダーズ(英語版)との契約が発表された。リーグ戦では16試合に出場し、1試合平均20.9分の出場で、6.6得点、7.3リバウンド、1.8ブロックという成績を残したが、4月にはチームを退団した。
2021年5月、バスケットボール・アフリカリーグに所属するペイトリオッツBBC(英語版)との契約が発表された。6試合に出場し、1試合平均7.8得点、5.7リバウンド、1.3アシスト、1.2ブロックという成績を残した。
2021年9月3日、リーガ・ウルグアイア・バスケットボールに所属するクラブ・アトレティコ・アグアダ(英語版)との契約が発表された。
2021年10月14日、T1 リーグに所属する新北中信特攻(英語版)との契約が発表された。
2022年3月15日、再びウルグアイに戻り、リーガ・ウルグアイア・バスケットボールに所属するクラブ・トルヴィル(英語版)との契約が発表された。

## 人物

### バスケットボールプレイヤーとしての特徴
- プリンス自身は、自分の選手としての特徴として｢フィジカルの強さ｣｢身体能力の高さ｣｢俊敏性｣を挙げており、リバウンド、ショットブロックでゲームの流れを変えることができる。守備能力でチームに貢献するプレイヤーだと語っている[17]。
- 身長208cm、ウィングスパンは213cm、スタンディングリーチ 274cm　体重111kgとセンターポジションとして非常に恵まれた身体である[2]。
- フリースロー成功確率は、大学からプロに至るまでの大半のシーズンで30～40%台を推移しており、2017-18シーズンは21.6%と相当な苦手としている[18]。2018-19シーズンにおけるBリーグでのフリースロー試投数は30回あり成功は5回。成功確率は16.7%である。

### その他
横浜ビー・コルセアーズ　オフィシャルブーストソングにおける選手紹介
- 2018-19 ｢呼ばれて飛び出てジャジャジャジャーン！　濱のプリンス　こりゃいーべ｣[19]

## ルワンダ代表
2021年2月、アフロバスケット2021予選に挑むバスケットボールルワンダ代表に選出され、代表デビューを果たした。

## 個人成績
| シーズン        | チーム                 | GP | GS | MPG | FG% | 3P% | FT% | RPG | APG | SPG | BPG | TO | PPG |  |
| --------------- | ---------------------- | -- | -- | --- | --- | --- | --- | --- | --- | --- | --- | -- | --- |  |
| Bリーグ 2018-19 | 横浜ビー・コルセアーズ |    |    |     |     |     |     |     |     |     |     |    |     |  |